# Transporte Rímac
El Rímac fue un buque militar que participó en la Guerra del Pacífico, primero con la Armada de Chile y luego, tras su captura, por la Marina de Guerra del Perú, para finalmente ser tomado por la Armada de Colombia antes de hundirse en la Bahía de Panamá durante la Guerra de los Mil Días

## Características generales
Fue construido por R. & J. Evans & Co. Liverpool para la CSAV. Su casco (N.º 54) era de hierro y su propulsión a hélice. Dos máquinas compound invertidas construidas por Fawcett, Preston & co., Liverpool. 
Fue artillado con 4 viejos cañones de alma lisa que originalmente había pertenecido a la corbeta Esmeralda, cuyo alcance máximo era de solo 810 metros. Luego, en septiembre de 1879 y bajo el servicio de Perú, se le agregaron cañones más modernos.

## Operaciones bélicas

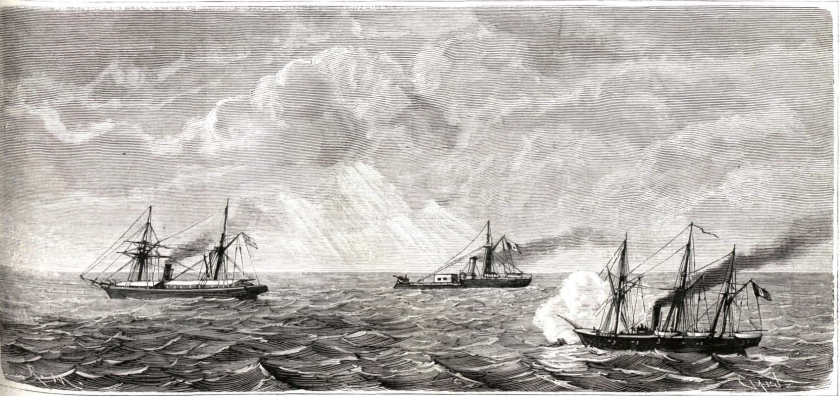
Impresión artística del transporte Rímac capturado por el Huáscar y la Unión según un grabado publicado en La Ilustración Española y Americana (1879).

#### Guerra del Pacífico
Puesta como transporte al servicio del Gobierno de Chile, durante la Guerra del Pacífico, dando cumplimiento al Convenio de subvención de 5 de mayo de 1874, a un costo de 18 mil pesos mensuales, el 12 de mayo de 1879, junto con el Loa y el Itata. 
Su primera comisión fue el transporte de tropas a Antofagasta en un convoy que llegó a destino el 22 de mayo de 1879.
Fue capturado por el Huáscar y la corbeta Unión, frente a Antofagasta, el 23 de julio de 1879, cuando transportaba, en su segunda comisión, el regimiento Carabineros de Yungay (258 hombres), 215 caballos, un cañón de a 300 libras y numeroso armamento, municiones y avituallamiento. Chile tuvo que pagar a la CSAV, £ 57 mil por la pérdida del buque.
La pérdida del Rímac causó una crisis en el mando Chileno que significó el cese de Juan Williams Rebolledo, contralmirante al mando de la escuadra Chilena además de otros altos oficiales y algunos ministros, por su lado el buque fue incorporado a la marina peruana y el 28 de julio de 1879 realizó su primera comisión, llevando a Arica un batallón desde Mollendo.
El 15 de diciembre de 1880 en El Callao, la tasación del buque y su carga (700 toneladas de carbón y 200 caballos) fue valorada en 65.216£ - 6s.
Hundido por los peruanos el 17 de enero de 1881, a la entrada de los chilenos en Lima y El Callao. 
Fue reflotado en junio de 1881 y puesto a subasta, adjudicándoselo la CSAV en 36.600 pesos, más un 3 por ciento para el rematador de la subasta. 
Una vez reparado, fue rebautizado como Lautaro el 5 de septiembre de 1882.

#### Guerra de los Mil Días

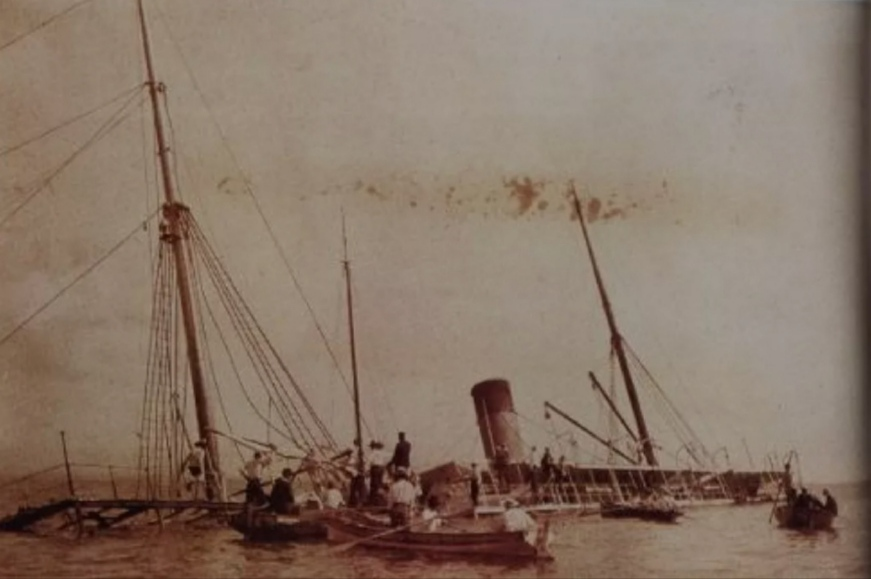
Lautaro hundiéndose en la Bahía de Panamá en 1902.

Durante la Guerra de los Mil Días, El entonces gobernador del Departamento de Panamá Carlos Albán toma "Manu militari" del mercante chileno Lautaro que se encontraba en el puerto de la Ciudad de Panamá, el propósito del barco era darle caza al poderoso crucero rebelde Almirante Padilla.
Albán artilló el Lautaro con dos cañones del crucero Próspero Pinzón y 6 cañones de montaña. Durante la mañana del 20 de enero de 1902, el Almirante Padilla entró en el Bahía de Panamá y bombardeó al Lautaro hundiéndolo parcialmente y provocando alrededor de 40 muertos, incluido el propio Carlos Albán.